# 侧蒿
侧蒿（学名：Artemisia deversa）是菊科蒿属的植物，是中国的特有植物。分布在中国大陆的四川、湖北、甘肃、陕西等地，生长于海拔1,000米至2,300米的地区，见于坡地、林下、山谷、林缘和河边等，目前尚未由人工引种栽培。

## 别名
笋花蒿（陕西）